# Weidenstetten
Weidenstetten liegt auf der Schwäbischen Alb und ist eine Gemeinde im Alb-Donau-Kreis in Baden-Württemberg.

## Geographie
Weidenstetten liegt etwa 20 Kilometer nördlich von Ulm im Bereich der Mittleren Flächenalb, nahe dem Lonetal.

### Nachbargemeinden
Die Gemeinde grenzt im Norden an Altheim (Alb), im Osten an Neenstetten, im Süden an Holzkirch und Westerstetten sowie im Westen an Lonsee.

### Gemeindegliederung
Zur Gemeinde Weidenstetten gehört der Ortsteil Schechstetten.

### Schutzgebiete
Der Nordteil der Gemeinde liegt im Landschaftsschutzgebiet Hungerbrunnental. Überdies hat die Gemeinde Anteil am FFH-Gebiet Kuppenalb bei Laichingen und Lonetal.

## Geschichte

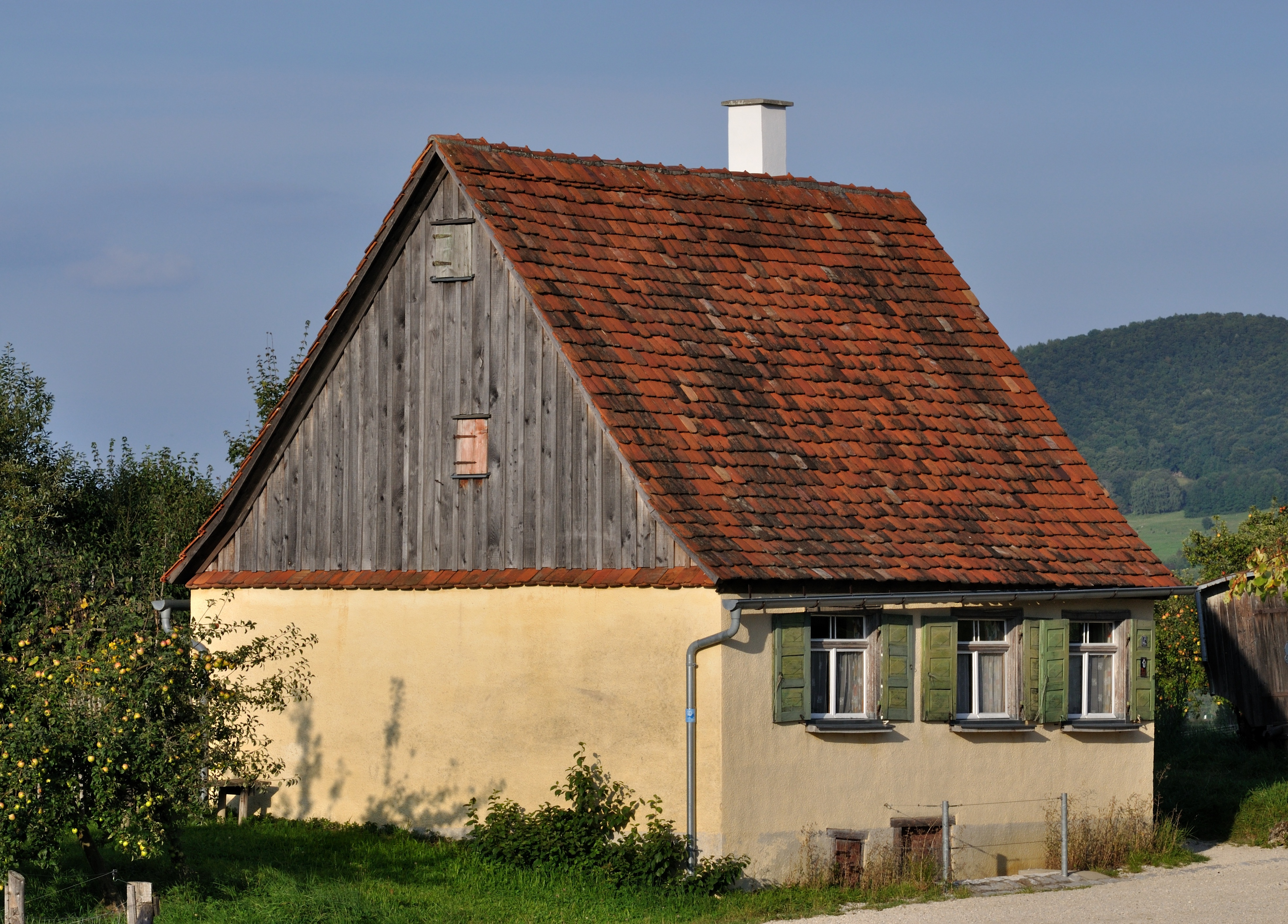
Ehemaliges Tagelöhnerhaus aus Weidenstetten, heute im Freilichtmuseum Beuren ausgestellt

### Vorgeschichte
Auf der Flächenalb begann dank fruchtbarer Böden die Besiedlung bereits im Frühneolithikum. Weidenstetten liegt im Altsiedelland, das zahlreiche Siedlungsbelege der Merowingerzeit aufweist. Der Ort gehört nach der Endung seines Namens auf -stetten jedoch erst einer Ausbauphase an. Grabungen in der Petruskirche belegen einen ersten Bau im 10. Jahrhundert. Direkt nördlich der Kirche ist noch ein künstlich angeschütteter Burghügel zu erkennen, auf dem heute das Pfarrhaus steht.

### Spätes Mittelalter und frühe Neuzeit
Weidenstetten gehörte im späten Mittelalter zur Herrschaft Albeck. Im Jahre 1385 verkaufte der Besitzer der Herrschaft, Graf Heinrich von Werdenberg, sämtlichen Besitz einschließlich der Vogtei- und Gerichtsrechte als auch den Kirchensatz an die Reichsstadt Ulm. Bis zur Auflösung der Reichsstadt in der Endphase des Heiligen Römischen Reichs war Weidenstetten somit ein Bestandteil des Herrschaftsgebiets von Ulm. Deshalb wurde der Ort im 16. Jahrhundert auch der Reformation unterzogen.
Geografische Analysen des Siedlungsbildes zeigten ein neuzeitliches Siedlungswachstum durch Seldnerhäuser, von denen sich im Westteil des Ortes einige Beispiele erhalten haben.

### Verwaltungsgeschichte seit der Mediatisierung
Im Zuge der Mediatisierung der Reichsstadt Ulm fiel auch Weidenstetten 1803 an das Kurfürstentum Bayern, welches 1806 zum Königreich erhoben wurde. Auf Grund des Grenzvertrags von 1810 kam Weidenstetten an das Königreich Württemberg. Der Ort gehörte nun für mehr als ein Jahrhundert zum württembergischen Oberamt Ulm. Bei der Kreisreform während der NS-Zeit in Württemberg gelangte die Gemeinde 1938 zum Landkreis Ulm. Als Teil der Amerikanischen Besatzungszone gehörte Weidenstetten zum 1945 gegründeten Land Württemberg-Baden, das 1952 im jetzigen Bundesland Baden-Württemberg aufging. Die Kreisreform von 1973 brachte die Zugehörigkeit zum neuen Alb-Donau-Kreis.

### Religionen

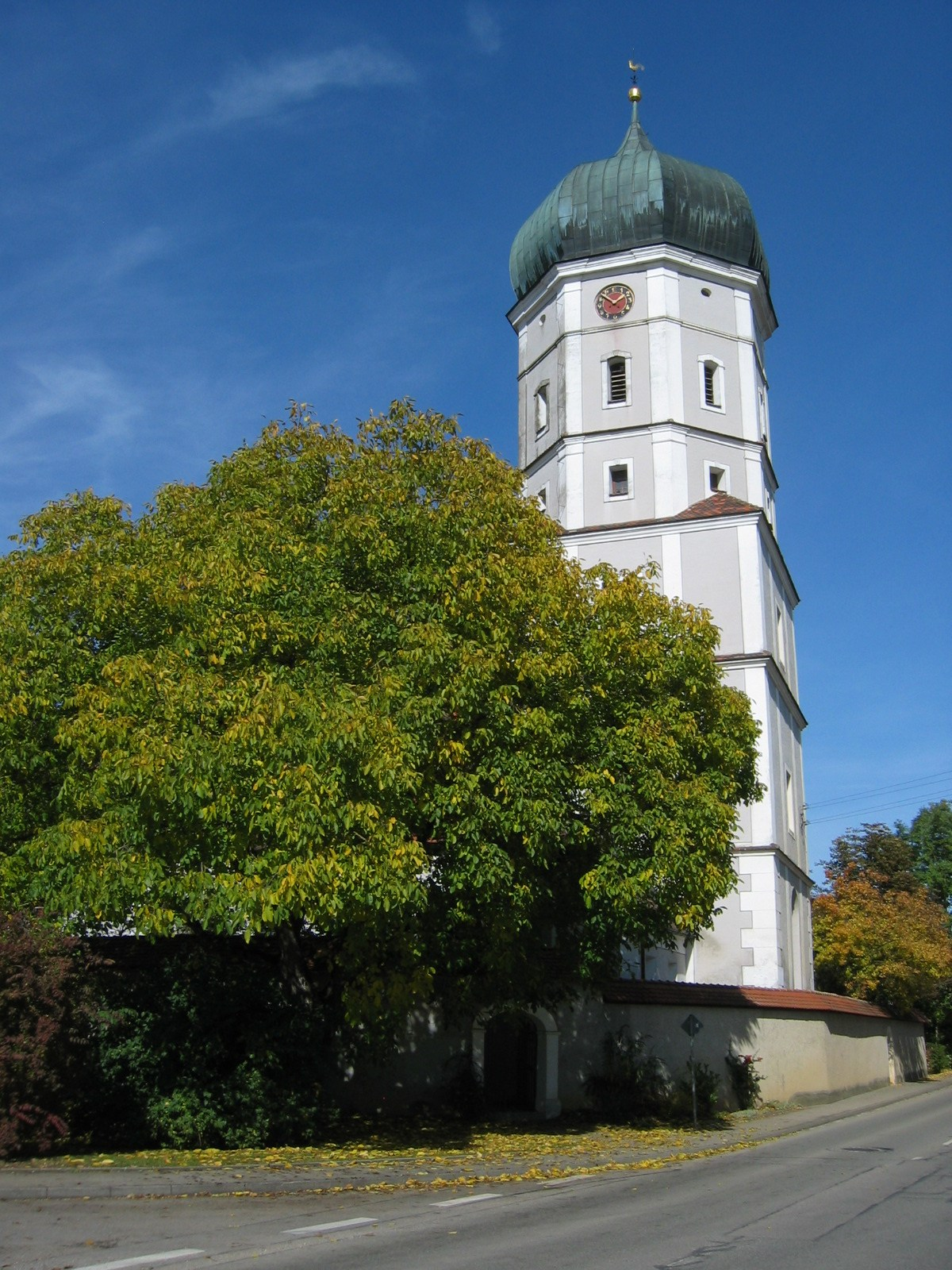
Evangelische Pfarrkirche St. Peter und Paul

Weidenstetten ist seit der Reformation überwiegend evangelisch geprägt, aber knapp 20 % der Bevölkerung sind heute römisch-katholisch. Zur evangelischen Kirchengemeinde Weidenstetten gehört auch der Lonseer Ortsteil Ettlenschieß. Die Kirchengemeinde ist Bestandteil des  Kirchenbezirks Ulm der Württembergischen Landeskirche.

### Einwohnerentwicklung
Es handelt sich um Einwohnerzahlen nach dem jeweiligen Gebietsstand. Die Zahlen sind Volkszählungsergebnisse (¹) oder amtliche Fortschreibungen des Statistischen Landesamtes Baden-Württemberg (nur Hauptwohnsitze).
| Jahr                 | Einwohner |
| -------------------- | --------- |
| 1. Dezember 1871 ¹   | 735       |
| 1. Dezember 1880 ¹   | 752       |
| 1. Dezember 1890 ¹   | 749       |
| 1. Dezember 1900 ¹   | 665       |
| 1. Dezember 1910 ¹   | 728       |
| 16. Juni 1925 ¹      | 675       |
| 16. Juni 1933 ¹      | 680       |
| 17. Mai 1939 ¹       | 671       |
| 13. September 1950 ¹ | 930       |

| Jahr              | Einwohner |
| ----------------- | --------- |
| 6. Juni 1961 ¹    | 922       |
| 27. Mai 1970 ¹    | 1052      |
| 31. Dezember 1980 | 1013      |
| 27. Mai 1987 ¹    | 1035      |
| 31. Dezember 1990 | 1061      |
| 31. Dezember 1995 | 1191      |
| 31. Dezember 2000 | 1191      |
| 31. Dezember 2005 | 1225      |
| 31. Dezember 2010 | 1268      |
| 31. Dezember 2015 | 1345      |

## Politik

### Verwaltungsverband
Die Gemeinde gehört dem Gemeindeverwaltungsverband Langenau an.

### Bürgermeister
- 1999–2023: Georg Engler FW
- seit 2023: Hansjörg Frank (CDU)

Frank wurde am 4. Juni 2023 mit 97 Prozent der Stimmen gewählt. Er trat das Amt am 1. September 2023 an.

### Gemeinderat
Der Gemeinderat in Weidenstetten hat zehn Mitglieder. Der Gemeinderat besteht aus den gewählten ehrenamtlichen Gemeinderäten und dem Bürgermeister als Vorsitzendem. Der Bürgermeister ist im Gemeinderat stimmberechtigt. Bei der Kommunalwahl am 9. Juni 2024 wurde der Gemeinderat bei einer Wahlbeteiligung von 73,3 % durch Mehrheitswahl aus einer Einheitsliste gewählt.

### Wappen
Das Weidenstetter Wappen besteht auf silbernem Grund aus einem grünen Weidenbaum mit schwarzem Stamm, der aus einem grünen Berg wächst. Das Wappen wurde der Gemeinde 1930 verliehen.

### Gemeindepartnerschaften
- Roisel (Frankreich)

## Bildung
Weidenstetten verfügt über eine Grundschule und einen Kindergarten im Ort.

## Vereine
- Sportverein 1926 Weidenstetten e. V.
- Summervibrations e. V.
- Schützenverein Weidenstetten
- Liederkranz Weidenstetten
- Posaunenchor Weidenstetten (gegr. 1954)
- DRK-Ortsverein Weidenstetten/Beimerstetten

## Veranstaltungen
Am 5. und 6. September 2009 fand in Weidenstetten die Europameisterschaft im Bobbycar-Fahren statt.

## Söhne und Töchter der Gemeinde
- Hieronymus Emser (1478–1527), katholischer Theologe und ein Gegenspieler Luthers
- Eberhard Kölsch (1944–2015), Diplomat und Botschafter